# Nambahu
Nambahu ist ein Verwaltungsbezirk (englisch Ward) des Distrikts Tandahimba in der tansanischen Region Mtwara.

## Geografie
Nambahu liegt im Südosten von Tansania etwa zehn Kilometer Luftlinie nördlich der Distrikthauptstadt Tandahimba. Der Bezirk grenzt im Norden an Mandwanga, im Nordosten an Nyundo, im Osten an Nitekela, im Südosten an Kitama 1, im Süden an Tandahimba, im Südwesten an Malopokelo und im Westen an Milingodi, Lyenje und Mkonjowano. Bei der Volkszählung 2022 lebten 10.705 Menschen in 3145 Haushalten auf einer Fläche von 114 Quadratkilometern.

## Gliederung
Der Bezirk besteht aus sechs Gemeinden (Mtaa) mit 24 Orten (Kitongoji):
| Namikupa - Mivanga Mjini - Lichinyo - Mwang'anga - Temeke | Mikuyu - Mikuyu - Muungano - Uhuru | Muungano - Bakwata - Mkwajuni - Likwaya - Tumaini - Azimio | Nambahu - Mbalala - Maendeleo - Mapambano - Temeka - Songambele | Nachunyu - Mikuyu - Muungano | Mnaida - Shaurimoyo - Tandika - Mjimpya - Amani - Mnaidamjini |

## Infrastruktur
- Bildung: Die Nachunyu Secondary School ist eine staatliche weiterführende Schule, die Tagesschüler bis zur 4. Stufe ausbildet.[8]
- Gesundheit: in der Gemeinde Nambahu gibt es eine öffentliche Apotheke.[9]